# Bonifatius I av Toscana
Bonifatius I av Toscana, död 823, var en italiensk monark. Han var regerande markgreve i Toscana mellan 812 och 823. 